# Ichnanthus procurrens
Ichnanthus procurrens là một loài thực vật có hoa trong họ Hòa thảo. Loài này được (Nees ex Trin.) Swallen mô tả khoa học đầu tiên năm 1964.